# Каптенармус
Каптена́рмус (фр. capitaine d'armes; розм. каптьо́р) — військове звання унтер-офіцерського складу, військовий чин і посада в роті (батареї, ескадроні) російської імператорської армії нижче за XIV клас в Табелі про ранги, що відав обліком і зберіганням майна і видачею провіанту, а також зброєю, спорядженням і одягом; у Росії з кінця XVII століття по 1917 р., в Радянській Армії з 1918 р. до кінця 1950-х рр.
За статусом каптенармус відносився до старших унтер-офіцерів. Він мав право накладення стягнень на нижні чини на правах старшого унтер-офіцера, помічника командира взводу. У складі російського чотирьохбатальйонного піхотного полку початку XX століття був 21 каптенармус — 17 ротних і 4 полкових (казначейський, квартирмейстерський, збройний, кулеметної команди).
У XVII столітті існував аналог каптенармуса в англійському флоті (англ. Master-at-arms). Але до XVIII століття його обов'язки змінилися, а назва залишилася. Замість постачання він став відати дисципліною і виконанням статутів серед нижніх чинів. Одночасно він відав місцями утримання під варту на кораблі.
Master-at-arms післявоєнного Королівського флоту є приписаним до корабля членом військової поліції. Аналогічна посада з тією ж назвою була заснована в XVIII столітті в американському флоті. З 1980-х років Master-at-arms у ВМС США очолює адміністративну бойову частину.